# Siółko (Ukraina)
Siółko (ukr. Сільце, Silce) – wieś w rejonie tarnopolskim obwodu tarnopolskiego.
Wieś założona w 1460 r. Pod koniec XIX w. częścią wsi była Linderówka. W II Rzeczypospolitej miejscowość była siedzibą gminy wiejskiej Siółko w powiecie podhajeckim województwa tarnopolskiego. Wieś liczy 1194 mieszkańców.
Do 2020 w rejonie podhajeckim.

## Urodzeni
- Jadwiga Romanowska
- Stanisław Kulon – polski rzeźbiarz, nauczyciel akademicki, profesor sztuk plastycznych.